# Flabellimycena flava
Flabellimycena flava — вид грибів, що належить до монотипового роду  Flabellimycena.